# Conus columbianus
Espèce
Conus columbianus est une espèce de mollusques gastéropodes marins de la famille des Conidae.
Comme toutes les espèces du genre Conus, ces escargots sont prédateurs et venimeux. Ils sont capables de « piquer » les humains et doivent donc être manipulés avec précaution, voire pas du tout.

## Taxonomie

### Publication originale
L'espèce Conus columbianus a été décrite pour la première fois en 1987 par le malacologiste américain Edward James Petuch (d) dans « Charlottesville, Virginia: The Coastal Education and Research Foundation. »,.